# Roccagiovine
Roccagiovine es una localidad italiana de la provincia de Roma, región de Lacio, con 295 habitantes.

## Evolución demográfica
| Gráfica de evolución demográfica de Roccagiovine entre 1861 y 2001 |
|                                                                    |
| Fuente ISTAT - elaboración gráfica de Wikipedia                    |

## Ciudades hermanadas
Dampierre-lès-Conflans